# Rio Jundiá

O rio Jundiá é um curso de água do estado de Santa Catarina, no Brasil. Tem seu nome em vista da grande quantidade de jundiás , peixe de água doce encontrado em abundância neste. O rio passa pelas cidades de Turvo e Meleiro. Esta última tem uma comunidade com o nome em homenagem a este rio. O local é muito conhecido por ter a casa de eventos mais antiga e considerada a melhor da região, o Clube Floresta Rio Jundiá, que fica ao lado do rio.[carece de fontes?]

## Clube Floresta Rio Jundiá
O Clube Floresta Rio Jundiá é uma casa de eventos na cidade de Meleiro, em Santa Catarina. Localizado na comunidade de Jundiá, próximo ao Rio Jundiá, teve seu início no fim da década de 1970. Tem seu nome em vista de sua localização cercada por árvores e próxima a um morro, ganhando grande reconhecimento entre os anos 1980 e 1990. O clube, nestes mais de 30 anos, ajudou a difundir o nome de muitas bandas, além de manter uma tradição de só fazer seus famosos bailes aos domingos, estes sempre mantendo a simplicidade original.[carece de fontes?]  Alguns de seus eventos já tiveram o número de público maior que o número de residentes em seu próprio município, o Clube Floresta Rio Jundiá é considerado a melhor casa de eventos do vale do Araranguá. É, também, a mais antiga em atividade, sendo visitada por três gerações diferentes de jovens. [carece de fontes?]